# Mediapanel
Mediapanel (od 2020), Gemius/PBI (2016-2020), Megapanel PBI/Gemius (2005-2016), wcześniej Prawdziwy Profil – badanie panelowe polskiego internetu. Ustanawia standard pomiaru oglądalności witryn internetowych w Polsce, jest prowadzone na zlecenie PBI przez firmę Gemius S.A.
Megapanel PBI/Gemius jest badaniem dostarczającym informacji na temat preferencji i zachowań polskich internautów w sieci. Wyniki stanowią narzędzie pracy wydawców internetowych, domów mediowych i firm prowadzących działania marketingowe i biznesowe w internecie. Są także podstawą do tworzenia analiz na temat rozwoju rynku internetowego w Polsce. 
Firmy mające dostęp do wyników badania, mogą przeglądać dane o poszczególnych witrynach i aplikacjach internetowych oraz dzięki nim oceniać popularność wybranych grup witryn, uszeregowanych np. tematycznie. W badaniu biorą udział wszystkie najbardziej znaczące w Polsce witryny, w tym portale internetowe.
Mechanizm działania polega na umieszczeniu w strukturze witryny internetowej kodu badań PBI/Gemius, co powoduje, że aktywność użytkowników jest zliczania niezależnie przez zewnętrzny podmiot. Według założeń ma to podnosić wiarygodność statystyk. Wyniki badań PBI/Gemius mają bezpośredni wpływ na rynek reklamowy i ceny, gdyż pokazują, z jakich stron i usług użytkownicy korzystają najczęściej. Wadą takiego podejścia jest spowolnienie wczytywania się stron, gdyż przeglądarka musi odwołać się do dodatkowego zewnętrznego serwisu. Powoduje to, że jest to prawdopodobnie najczęściej wpisywany ciąg znaków w programach filtrujących treści stron internetowych takich jak AdBlock czy Adblock Plus, gdyż zablokowanie PBI/Gemius z jednej strony przyspiesza wczytywanie stron, z drugiej zaś stanowi przejaw protestu przed wszechobecnymi reklamami poprzez utrudnianie zbierania informacji firmom związanym z rynkiem marketingowym.
Istnieje kilkanaście analogicznych serwisów, jak chociażby AdOcean, DoubleTrader i inne. Na niektórych rynkach Europy Środkowo-Wschodniej, analogiczne badanie popularności witryn internetowych dostępne jest pod nazwą gemiusAudience.